# مایک شینودا
مایکل کنجی «مایک» شینودا (متولد ۱۱ فوریهٔ ۱۹۷۷) موسیقی‌دان، آهنگ‌ساز، تهیه‌کننده و خواننده آمریکایی می‌باشد.
او بیشتر به عنوان رپر، آهنگ‌نویس، کیبردیست، خواننده و گیتاریست گروه راک لینکین پارک شناخته می‌شود. مایک کارهایی تنهایی نیز زیر پروژه خودش با نام فورت ماینر دارد.
 او برای هر دو گروه کارهای گرافیکی، میکس و تولیداتی انجام می‌دهد. مایک رتبهٔ #۷۲ از لیست «۱۰۰ بهترین خواننده‌های متال تمام زمان‌ها» ی «هیت پریدر» را دارد.

## زندگی‌نامه

### اوایل زندگی
آگورا هیلز در لس آنجلس به دنیا آمد و همان‌جا بزرگ شد. پدر او یک ژاپنی آمریکایی و مادرش روسی آمریکایی است. او برادری بزرگتر از خود دارد. او مدرسه ابتدایی را در پارکمن و دبیرستان را در کنیون به پایان رسانید. مطابق به مادرش، مایک در شش سالگی نواختن پیانو کلاسیک را آغاز کرد و اشتیاقش روزبه‌روز افزایش یافت. در سن ۱۳ سالگی او آرزو می‌کرد که بتواند موسیقی جاز، بلوز و هیپ هاپ را فرابگیرد. در طول مدرسه توانست گیتار را نیز فرا بگیرد و بعد از آن سبک خواندن رپ را نیز یادگرفت.
بعد از نوجوانی، علاقه مایک شینودا به رپ باعث شد که برد دلسون او را تشویق کند، او کسی بود که مایک همراه با او تمرین آهنگ‌های رپ در یک استدویوی موقتی در اتاق خوابش می‌کردند. برد دلسون و راب بوردون (از لینکین پارک) و چند نفر از اعضای هوباستانک در مدرسه متوسطه آگورا با مایک شینودا همکلاسی بودند. بعد از اتمام مدرسه، بوردون در موسیقی آن‌ها مشغول شد. این سه نفر گروهی را با نام زیرو (Xero) تشکیل دادند و شروع به کارهای جدی‌تری در موسیقی کردند.
پس از اتمام مدرسه، شینودا در کالج هنرهای طراحی مشغول به تحصیل شد تا به گرافیک دیزاین و نگاره پردازی بپردازد. همین‌جا بود که با دی‌جی و صفحه‌گردان جو هان آشنا شد که همراه با دوست کالج دلسون، دیو فارل در گروه زیرو ملحق شدند. همین‌جا بود که او با بحران هویت روبرو شد، سال‌ها بعد از مصاحبه‌ای گفت:
"فکر می‌کنم که در کالج بودم که فهمیدم فرق بزرگی بین ژاپنی‌ها و ژاپنی-آمریکایی وجود داره. این خیلی مهمه که بدونیم. این چیز مشابهی نیست و من بعداً با لینکین پارک در ژاپن کنسرت دادم. اولین بار را دقیقاً به خاطر دارم، چقدر آشنا به نظر می‌رسید، از هواپیما بیرون اومدیم، بوی خانهٔ عمه‌ام می‌آمد، در فرودگاه بوی ژاپن می‌آمد. نمیدونم که آیا کسی دیگری هم اینو حس کرده بود یا نه، اما من به محض بیرون آمدن از هواپیما فکر کردم که اینجا واقعاً برای من آشنا است با وجود اینکه هنوز هیچ چیزی ندیده بودم. و بعد، پس از رفتن به توکیو، اوساکا، کیوتو و ناگویا، شما بسیار زود متوجه چیزهایی می‌شود و کارهایی که مردم می‌کنند، چیزهای بسیار کوچکی که می‌کنند مثلاً چطور شما یک تکه کاغذ را برمی‌دارید. چیزهایی بسیار آشکار هستند مثل گرفتن کارت بیزینس یک نفر با دو دست، شما در آمریکا اینکار را نمی‌کنید. وقتی دیدم کسی اینکار را می‌کند، با خود گفتم، "آره، آره، عموم هم همینکارو میکنه". میدونی چیزهای کوچکی هستند که از ژاپن آمده‌اند اما فرهنگ در بین مردم ژاپنی-آمریکایی هم حفظ شده و این به من این احساس را میده که ارتباط همونجا بود و اینکه چرا من تا حالا متوجه نشده بودم.
در سن ۲۱ سالگی فارغ‌التحصیل در رشته گرافیک گردید و بلافاصله بعد از آن توانست شغلی را در همین زمینه پیدا کند. با گذشته کاری‌اش به عنوان هنرمند گرافیک، مایک همراه با هان توانستند که تمام کارهای گرافیکی لینکین پارک و تعدادی برای گروه‌های دیگر را به دست بگیرند.

### لینکین پارک
گروه شینودا در ابتدا با نام هایبرید تئوری (Hybrid Theory) شناخته می‌شد که بعداً نام آن به لینکین پارک تغییر داده شد. خواننده گروه مارک ویکفیلد بود که چستر بنینگتون توسط گروه به جای او انتخاب شد. از آغاز شینودا روی کارهای تکنیکی باند تمرکز می‌کرد و نقش بسیار مهمی را تهیه اولین آلبوم گروه با نام نظریه دورگه (به انگلیسی: Hybrid Theory) ایفا کرد. او همچنین نقش بسیار مهمی را در دومین آلبوم ریمیکس گروه با نام ری-انیمیشن در سال ۲۰۰۲ بر عهده داشت که با استفاده از تکنیک‌های خودش آهنگ‌های ریمیکس خزیدن و Pushing Me Away را آماده کرد. در اوقات بیکاری‌اش، آهنگی را با گروه «اکس‌اگزکیوشنرز» (به انگلیسی: X-Ecutioners) به نام It's Goin' Down عرضه کرد.
دومین آلبوم آن‌ها در لینکین پارک متئورا نام داشت که در سال ۲۰۰۳ زیر نظر شدید مایک عرضه شد. برای جلد آلبوم مایک به همراه جو هان و چندی دیگر از دوستانشان، آن را آماده ساختند. با عرضه آلبوم ترکیبی مسیر برخورد در سال ۲۰۰۴ که توسط لینکین پارک و جی-زی انجام شد، شینودا بیشتر وارد آلبوم شد و میکس‌هایی از آلبوم را تهیه و تولید کرد که توانست در همان سال گروه را برنده جایزه گرمی برای بهتری آهنگ رپ مشترک کند.
آلبوم سوم لینکین پارک در ۱۴ می ۲۰۰۷ با نام دقایقی تا نیمه شب. در این آلبوم، شینودا تهیه‌کنندگی را با ریک رابین شریک ساخت. این همچنین اولین آلبومی بود که شینودا به تنهایی در آهنگ‌هایی از آن خواند. مایک در آهنگ‌های "In Between" و "No Roads Left" به تنهایی در تمام طول آهنگ خواند و در آهنگ‌های دیگری همچون "'Bleed It Out" و "Hands Held High" رپ اجرا نمود. با وجود معمول نبودن خواندن مایک در آهنگ‌ها او موفقیت بسیار را توانست کسب کند، طوری‌که "هیت پریدر" صدای مایک را تحسین نمود و او را در ۱۰۰ بهترین خواننده‌های متال تمام زمان‌ها رتبه ۷۲ قرار داد. مایک و ریک رابین دوباره با هم یکجا شده و آلبوم‌های آینده لینکین پارک را با نام "یک هزار خورشید" که در ۱۴ سپتامبر ۲۰۱۰ عرضه شد و "موجودات زنده" که در ۲۶ ژوئن ۲۰۱۲ منتشر شد، تولید کردند.

### فورت ماینر

جلد آلبوم «د رایزین تاد» از فورت ماینر

شینودا پروژه‌ای جانبی با نام «فورت ماینر» بین سال‌های ۲۰۰۳ و ۲۰۰۴ برای کارهای تکی خود خارج از لینکین پارک ایجاد کرد. هدف اصلی او از ایجاد این پروژه این بود که او نمی‌توانست زیاد کارهای هیپ-هاپ را در لینکین پارک بگنجاند، او در مصاحبه‌ای اینطور اعلام کرد:
«فورت (Fort) در حقیقت به معنای قوی نمایندگی از کارهای مهاجمی‌تری در دنیای موسیقی می‌کند و ماینر (Minor) به معنی چیزهای کم. اگر شما در مورد نظریه موسیقی صحبت می‌کنید، کلید ماینر تاریکتر است. من می‌خواستم نام آلبوم را چیزی به جز نام خودم روی جلد بگذارم چون می‌خواهم که مردم روی موسیقی تمرکز کنند نه روی من.»
اولین آلبوم از فورت ماینر با نام «د رایزین تاید» در ۱۳ نوامبر ۲۰۰۵ عرضه شد و شامل ظاهر شدن بسیار از هنرمندان به صورت مهمان در آن از جمله Styles of Beyond, Lupe Fiasco, Common, Black Thought of The Roots, John Legend, Holly Brook, Jonah Matranga و همچنین با حضور جی-زی به عنوان تهیه‌کننده اجرایی آن بود. آهنگ نام را به یاد بیاور (Remember the Name) موسیقی متن ان‌بی‌ای در فصل ۲۰۰۶–۲۰۰۷ شد. این آهنگ نسخه رمیکس شده آن بود که تا تاریخ کنونی آهنگ پس‌زمینه ثابت برنامه تلویزیونی ان‌بی‌ای در تی‌ان‌تی می‌باشد. همچنین آهنگی از آلبوم او با نام «کجا خواهی رفت» توانست رتبه چهارم را در بیلبورد ۱۰۰ از آن خود کند.
بعد از این آلبوم، شینودا خودش وارد آی‌تونز شده و به عنوان یک هنرمند نسخه‌های آنلاین آهنگ‌هایش را به فروش می‌رسانید. مایک کارهای فورت ماینر خویش را ادامه داده و همراه با گروه‌های زیرزمینی مانند Styles Of Beyond و Reseda Beach به عنوان تهیه‌کننده آن‌ها برای آلبوم‌هایشان هم همکاری کرد.

### فعالیت‌های هنری و نقاشی
- در سال ۱۹۹۸ با گروه استایلز آف بیاند برای پروژهٔ آلبوم ۲۰۰۰ فولد آن‌ها همکاری کرد. طراح کاور و کالاهای تبلیغاتی و ناظر گرافیکی آلبوم بود و همین‌طور تهیه‌کنندگی یکی از ترانه‌های آلبوم به نام مارکوپولو را بر عهده داشت. در این آلبوم جو هان هم به عنوان عکاس همکاری کرد.
- در سال ۱۹۹۹ برای گروه هایبرید تئوری (لینکین پارک سابق) وبسایت و کالاهای تبلیغاتی و همین‌طور جلد آلبوم نسخهٔ اولیهٔ هایبرید تئوری را طراحی کرد.
- در سال ۲۰۰۰ برای اولین آلبوم لینکین پارک یعنی هایبرید تئوری، جلد و کالاهای تبلیغاتی طراحی کرد.
- در سال ۲۰۰۲ برای آلبوم ری-انیمیشن، جلد و کالاهای تبلیغاتی طراحی کرد.
- در سال ۲۰۰۳ کارهای طراحی آلبوم‌های متئورا و زنده در تگزاس را به عهده داشت. همچنین طراحی‌هایی برای مشین شاپ رکوردینگز و مشین شاپ مارکتینگ.
- در سال ۲۰۰۴ اولین همکاری او با DC Shoe USA شکل گرفت و مایک برای آن کفش، کفی کفش و سایر کالاهای تبلیغاتی را طراحی کرد.

در سال ۲۰۰۸ دومین همکاری او با DC Shoe USA منجر به طراحی دو شکل کفش شد به نام‌های Pride و Xander که در نمایشگاه Glorious Excess: Born همان سال به نمایش درآمد. در سال ۲۰۰۹ مایک تغییراتی روی طرح قبلی به وجود آورد، اینبار با طرح سفید – سبز و کرکترهای ژاپنی و نقاشی‌های مایک روی آن. این کفش به همراه چند نوع دیگر در نمایشگاه Glorious Excess: Dies همان سال مایک به نمایش درآمد.
- در سال ۲۰۰۵ کارهای طراحی و دیزاین و تبلیغات برای فورت ماینر خودش و آلبوم "The Rising Tied" را انجام داد.
- در سال ۲۰۰۶ اولین نمایشگاه خود را به نام Diamonds, Spades, Hearts & Clubs (خشت، پیک، دل و گشنیز) برگزار کرد.

این نمایشگاه که در گالری ۱۹۸۸ در لس آنجلس در نوزدهم نوامبر سال ۲۰۰۶ و در حین کار روی آلبوم دقایقی تا نیمه شب برگزار شد، شامل نقاشی‌هایی از مایک بود که بعضی از آن‌ها با همکاری دیگر طراحان مثل جو هان آماده شده بود و بعضی دیگر هم جزء طراحی‌هایی بود که مایک برای آلبوم The Rising Tied فورت ماینر انجام داده بود. در همهٔ نقاشی‌ها از اکریلیک و اسپری نقاشی بر روی کرباس استفاده شده‌است.

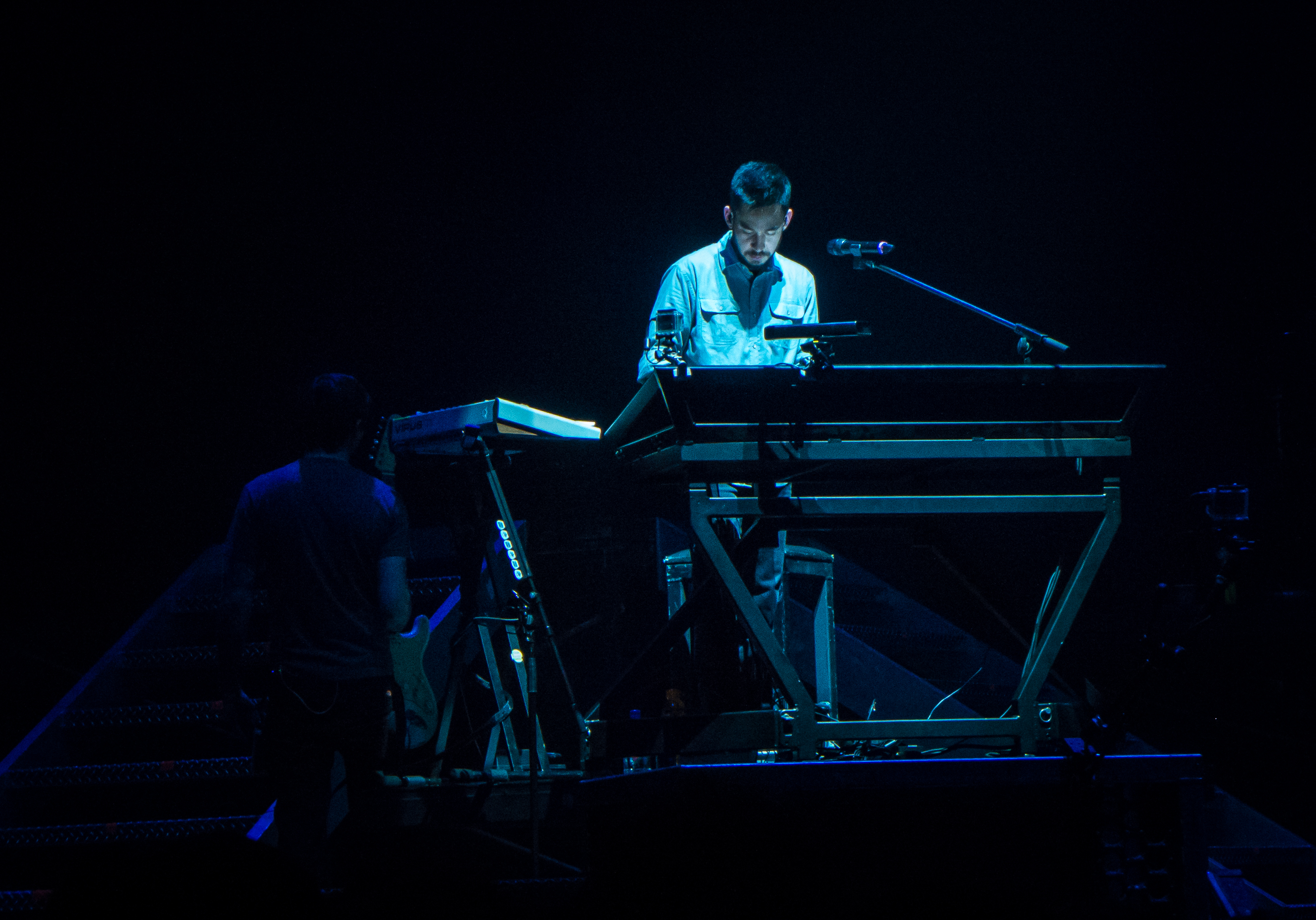
مایک شینودا در Soundwave 2013

- در سال ۲۰۰۷ در حین برگزاری تور پروجکت روولوشن در تهیه و توزیع آرت بوک The Revolution Unseen برای خیریه مشارکت داشت. این کتاب ۵۰ صفحه‌ای شامل تصاویری از رشته‌های مختلف هنری موزیسین‌های تور پروجکت روولوشن سال ۲۰۰۷ بود. علاوه بر مایک، چستر بنینگتون و جو هان از لینکین پارک، جرارد وی و ری تورو از مای کمیکال رومنس و استایلز آف بیاند و… در طراحی این کتاب مشارکت داشتند. تمام درآمد حاصل از این کتاب به موسیقی برای امداد رسانی برای کمک به کاهش گرمای جهانی و کمک‌های پس از بلایای طبیعی و امدادرسانی، رسید.
- در سال ۲۰۰۸ اولین نمایشگاه از سری Glorious Excess با عنوان Born را برگزار کرد.

این نمایشگاه که در ۱۱ ژوئیه ۲۰۰۸ در موزهٔ ملی آمریکایی ژاپنی برگزار شد، شامل نقاشی‌هایی بود که تا آن زمان جزء بزرگ‌ترین و عمیق‌ترین کارهای مایک به‌شمار می‌آمد. از سبک ژاپنی و نقاشی‌های خیابانی بهره گرفته‌است. مایک در این نقاشی‌ها زندگی فردی معروفی را به تصویر کشیده که فقط زندگی کردنش مثل انسان‌های معروف است ولی هیچ هدف و استعدادی برای معروف شدن نداشته و یک شبه به یک سلبریتی تبدیل شده‌است. صورت این فرد به شکل اسکلت است.
- در سال ۲۰۰۹ دومین و آخرین نمایشگاه Glorious Excess با عنوان Dies را برگزار کرد.

این نمایشگاه که در ۲۹ اوت ۲۰۰۹ در موزهٔ ملی آمریکایی ژاپنی برگزار شد، نظرات مثبت طرفداران و منتقدین را به خود جلب کرد. این نمایشگاه ادامهٔ داستان نمایشگاه قبلی را روایت می‌کند و مرگ و فروپاشی شخصیت اسکلت معروف را نشان می‌دهد.
- در سال ۲۰۱۰ در بازی 8Bit Rebellion لینکین پارک، طراحی کرکتر و بک گراند و ناظر هنری را بر عهده داشت. آلبوم ترانه‌های این بازی هم که در سال ۲۰۱۰ انتشار یافت به تهیه‌کنندگی مایک شینودا است.
- در سال ۲۰۱۱ طراحی تی شرت برای کمک به زلزله و سونامی ژاپن.[۹]

### فعالیت‌های دیگر
شینودا از سپتامبر ۲۰۱۲ برای روزنامهٔ The Big Issue مقالاتی نوشته‌است.

## تحت تأثیر
موسیقی مایک شینودا تحت تأثیر هنرمندان مورد علاقه‌اش مانند یوتو، پلیس، تولیدات بوگی داون، لد زپلین، ناین اینچ نیلز و داکتر دره می‌باشد. به عنوان یک نقاش بصری، او تحت تأثیر مارک رایدن، کوری سندلیوس و بنسکی می‌باشد.

## زندگی خصوصی

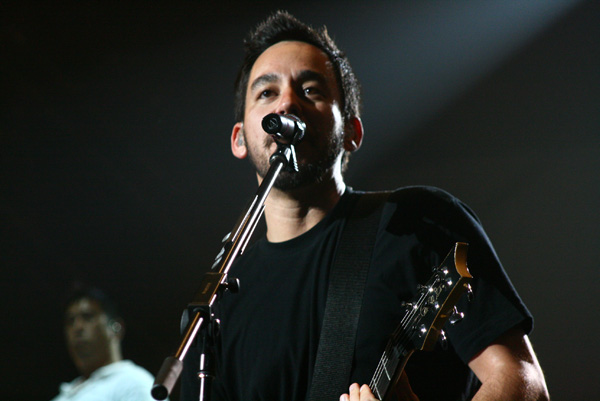
مایک شینودا

مایک شینودا همراه با آنا هیلینگر در ۱۰ مه ۲۰۰۳ ازدواج کرد. همسر او نقاش و نویسنده برای تمامی سنین می‌باشد. آن‌ها دارای ۲ فرزند هستند، فرزند بزرگتر Otis Akio Shinoda نام دارد. او یک برادر بزرگتر از خوش به نام جیسون دارد.
مایک در سال ۲۰۰۹ از Art Center College Of Design دکترای افتخاری Humane Letters گرفت و در سال ۲۰۱۰ هم به عنوان یک هنرمند آسیایی آمریکایی در East West Players از فعالیت‌های او تقدیر شد.
در سال ۲۰۰۴، او در یکی از قسمت‌های مجموعه دوربین مخفی پانکد (Punk'd) نقشی اجرا کرد؛ در این اپیزود شیر آتش‌نشانی کنار اس‌یووی آکورا (به ظاهر) آتش‌گرفته شدهٔ او قرار گرفته بود. در ۲۰۰۵ او مصاحبه‌ای با آیک برینهولدز و بابی لی از شبکه آمریکایی مدتی‌وی در مورد بیلبورد میوزیک اواردز انجام داد که بعداً در همان شبکه به نشر رسید. در مصاحبه‌ای دیگر وقتی در مورد آهنگ کنجی از آلبوم «رایزینگ تاید» صحبت می‌کرد، افشا کرد که پدرش در طول جنگ جهانی دوم به دنیا آمده بود. شینودا یکی از آمریکایی-ژاپنی‌های نسل سوم می‌باشد. پدرش در ایالات متحده به دنیا آمده بود و در طول جنگ جهانی دوم پناهنده جنگی محسوب می‌شد. او همچنین نقش کوچکی را در اپیزودی از مجموعه Rob Dyrdek's Fantasy Factory ایفا کرد.